# Aalborg Vestre Provsti
| Aalborg Vestre Provsti                                        | Aalborg Vestre Provsti  |
| ------------------------------------------------------------- | ----------------------- |
| Staat                                                         | Dänemark                |
| Region                                                        | Nordjylland             |
| Kommune(n)                                                    | Aalborg                 |
| Bistum (Stift)                                                | Aalborg                 |
| Kirchspielgemeinden (Sogne)                                   | 17                      |
| Propst (Provst)                                               | Anna Døssing Gunnertoft |
| Bevölkerung                                                   | 25.939 (2021)           |
| Mitglieder der Folkekirken                                    | 22.398 (2021)           |
| Anteil an der Gesamtbevölkerung:                              | ca. 86,3 %              |
|                                                               |                         |
| Lage der Aalborg Vestre Provsti (rot) im Aalborg Stift (weiß) |                         |

Die Aalborg Vestre Provsti ist eine Propstei der evangelisch-lutherischen Volkskirche Dänemarks (Folkekirken) im Bistum Aalborg in Norddänemark. Sie umfasst den südwestlichen Teil der Aalborg Kommune, der sich südlich des Limfjordes befindet. Auf dem Gebiet gibt es insgesamt 17 Kirchen, aufgeteilt auf 8 Gemeinden (Pastorater), Propstin ist Anna Døssing Gunnertoft.

## Kirchspielgemeinden (Sogne)
Folgende 17 Kirchspielgemeinden bilden zusammen die Aalborg Vestre Provsti:
- Bislev Sogn
- Dall Sogn
- Ejdrup Sogn
- Ellidshøj Sogn
- Farstrup Sogn
- Ferslev Sogn
- Frejlev Sogn
- Godthåb Sogn
- Lundby Sogn
- Nibe Sogn
- Nørholm Sogn
- Sebber Sogn
- Store Ajstrup Sogn
- Svenstrup Sogn
- Sønderholm Sogn
- Vokslev Sogn
- Volsted Sogn

## Gemeinden (Pastorater)
Die 17 Kirchspiele sind in folgende 7 Gemeinden aufgeteilt:
- Farstrup-Lundby-Store Ajstrup Pastorat
- Ferslev-Dall-Volsted Pastorat
- Godthåb Pastorat
- Nibe-Vokslev Pastorat
- Nørholm Pastorat
- Sebber-Bislev-Ejdrup Pastorat
- Svenstrup-Ellidshøj Pastorat
- Sønderholm-Frejlev Pastorat